# Sojuz TMA-15M
Sojuz TMA-15M – misja statku załogowego Sojuz do Międzynarodowej Stacji Kosmicznej, której celem było dostarczenie na orbitę i sprowadzenie na ziemię trojga kosmonautów. Był to 124. lot kapsuły Sojuz i jej 40. podróż na MSK.
Start odbył się z kosmodromu Bajkonur 23 listopada 2014 r. o 21:01 UTC przy pomocy rakiety nośnej Sojuz-FG, dla której był to 50. start w tej wersji (i 40. w konfiguracji bez członu Fregat). Statek pozostał na MSK w charakterze kapsuły ewakuacyjnej i wylądował z tą samą załogą 11 czerwca 2015 r.
Na początku misji lądowanie kapsuły TMA-15M planowane było na 16 maja. Powrót został odłożony o prawie miesiąc z powodu niedotarcia statku transportowego Progress M-27M w wyniku problemu z rakietą nośną Sojuz 2.1a w kwietniu tego roku. Opóźnienie zaowocowało m.in. pobiciem rekordu czasu pobytu na orbicie kosmonauty z Europy zachodniej oraz trwania lotu kobiety.
Ostatecznie statek odłączył się od MSK 11 czerwca o 10:20 UTC i wylądował w Kazachstanie już po trzech godzinach 24 minutach.

## Załoga

### Podstawowa
- Anton Szkaplerow (2) – dowódca (Rosja)
- Samantha Cristoforetti (1) – inżynier pokładowy (Włochy, ESA) – pierwsza Włoszka w przestrzeni kosmicznej, rekord długości kobiecego lotu.
- Terry Virts (2) – inżynier pokładowy (USA)

### Rezerwowa
- Oleg Kononienko (3) – dowódca (Rosja)
- Kimiya Yui (1) – inżynier pokładowy (Japonia)
- Kjell Lindgren (1) – inżynier pokładowy (USA)

## Galeria

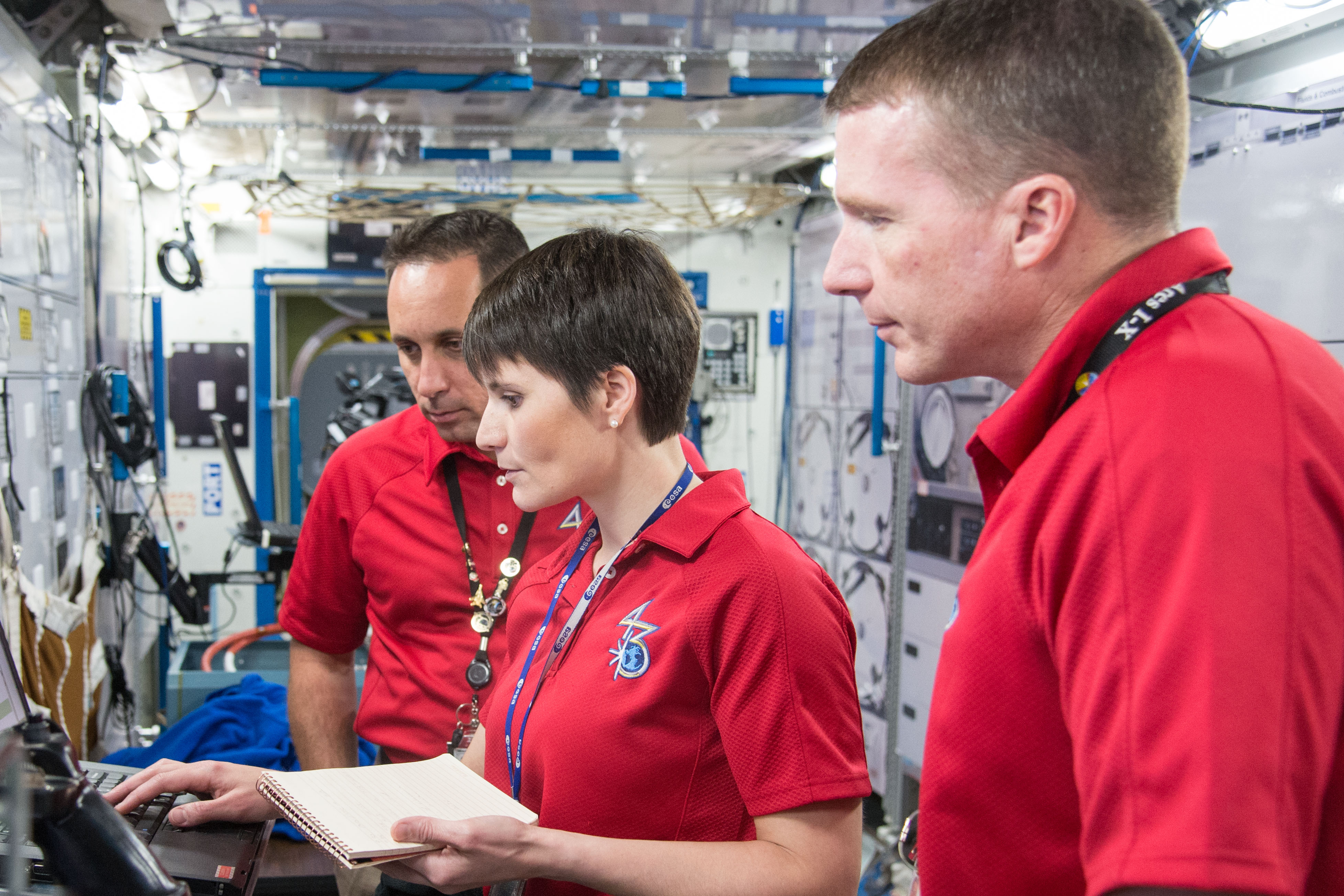
Załoga podczas treningu (24 października 2013)
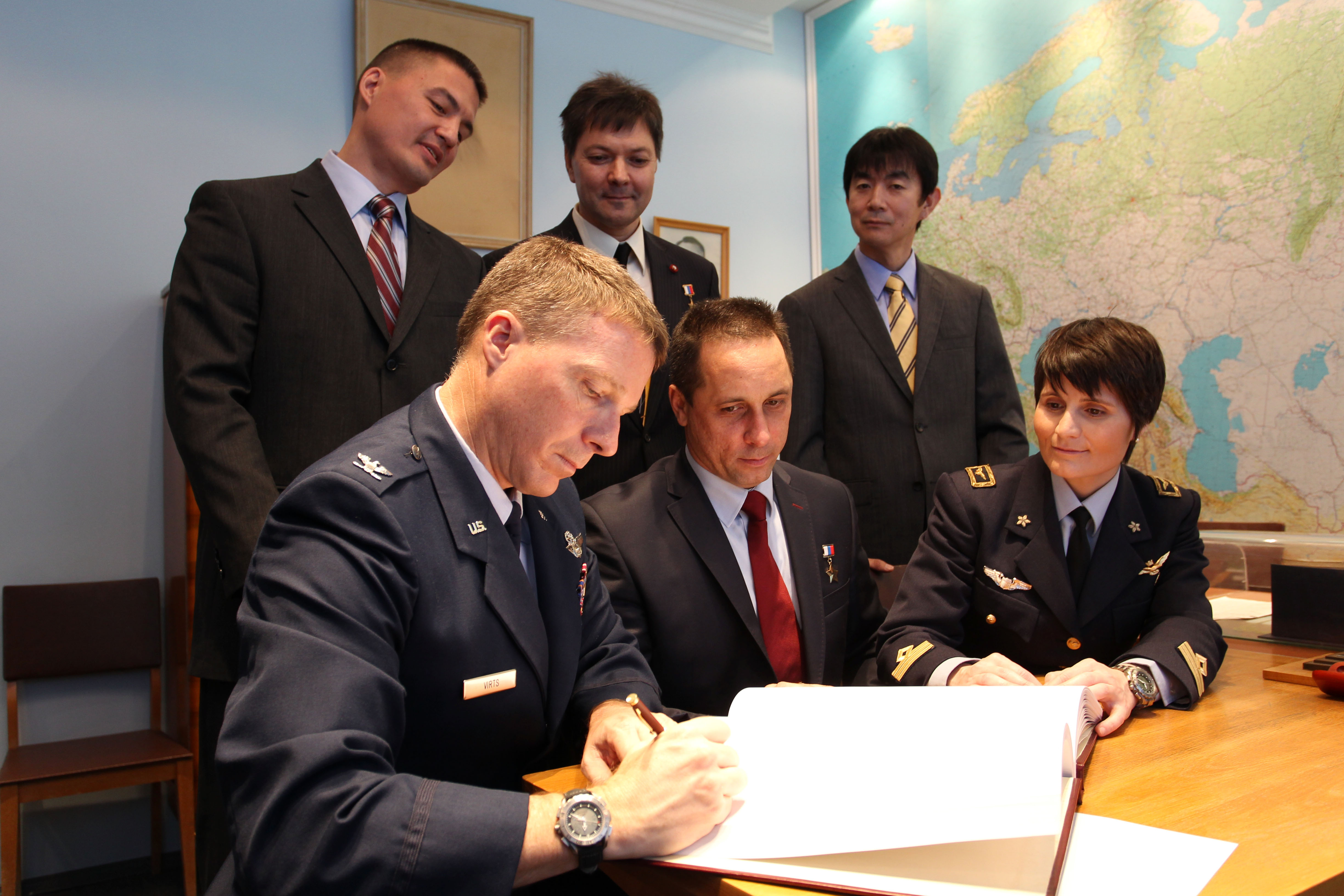
Załogi podstawowa i zapasowa w Muzeum Gagarina w Gwiezdnym Miasteczku (6 listopada 2014)
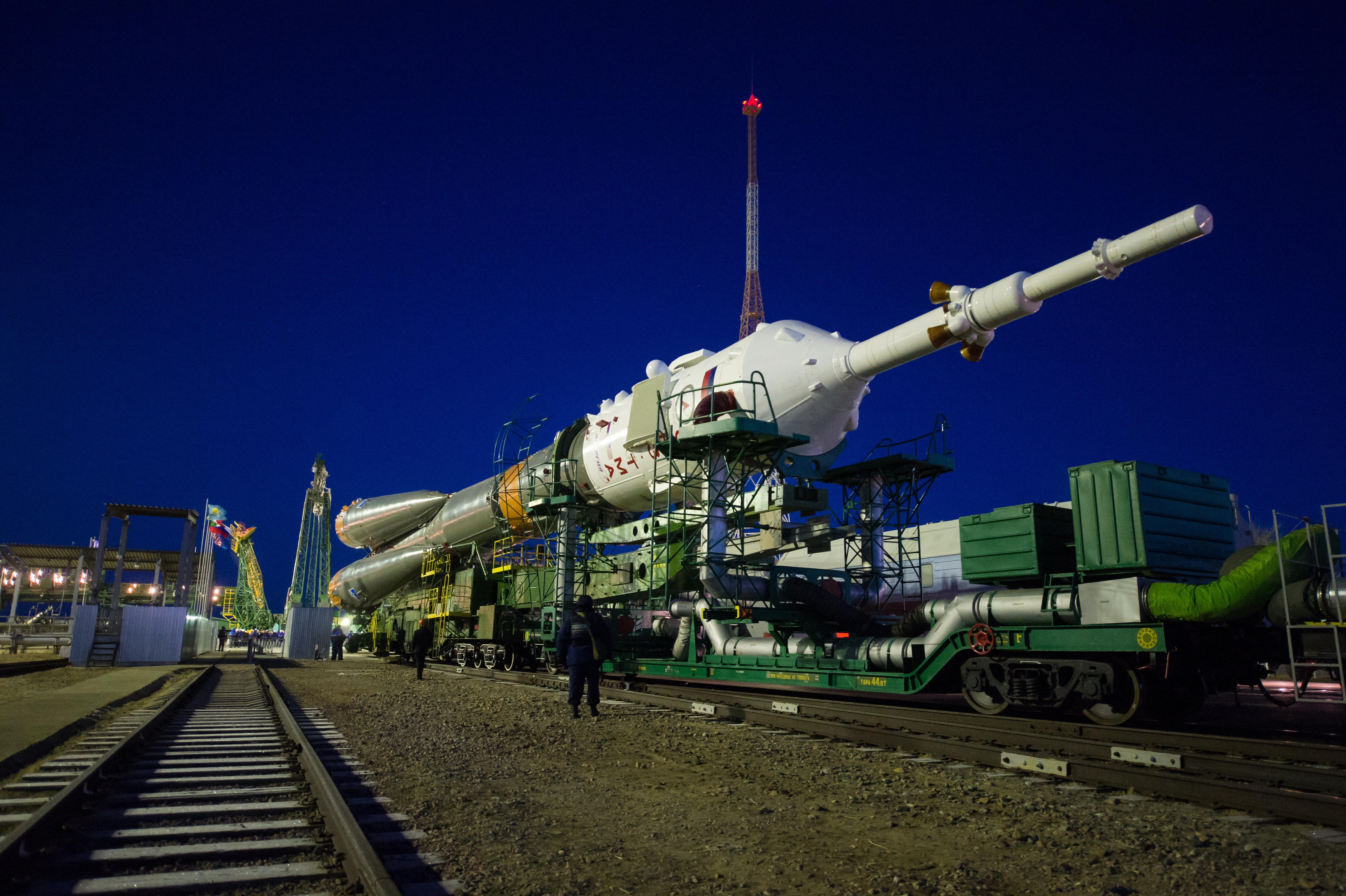
Transport rakiety ze statkiem na wyrzutnię (21 listopada 2014)
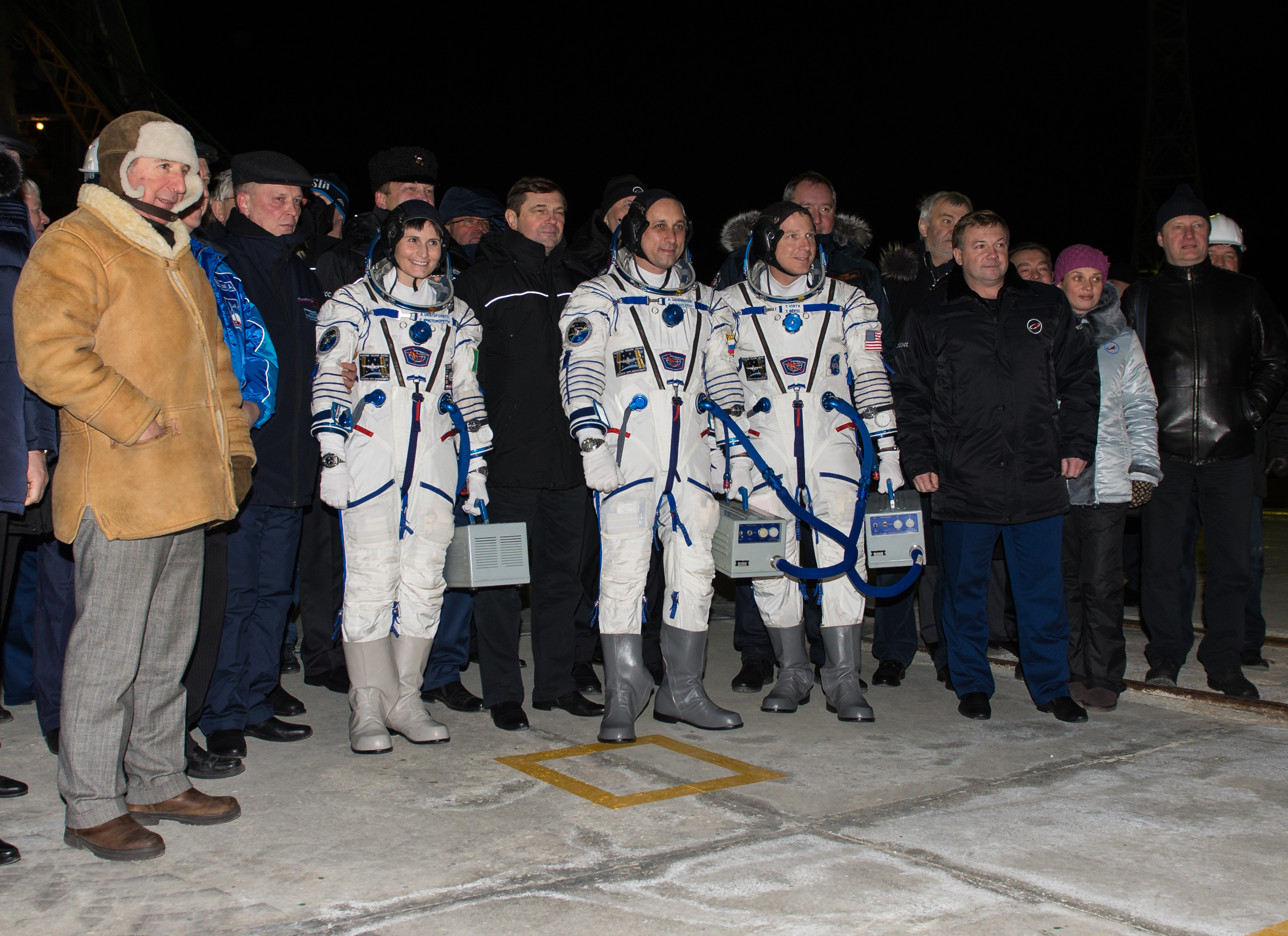
Przed wejściem na statek (23 listopada 2014)
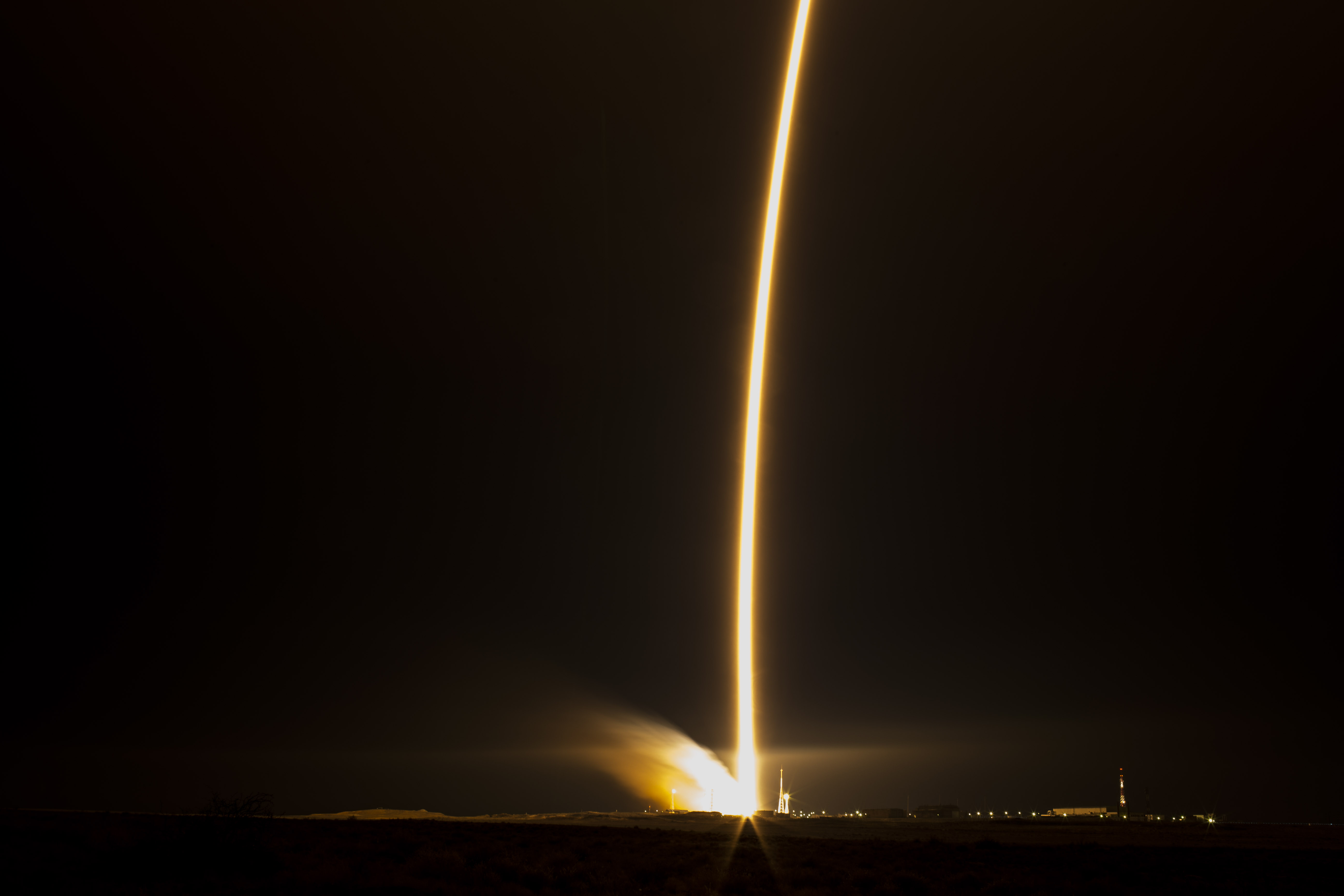
Start (23 listopada 2014)
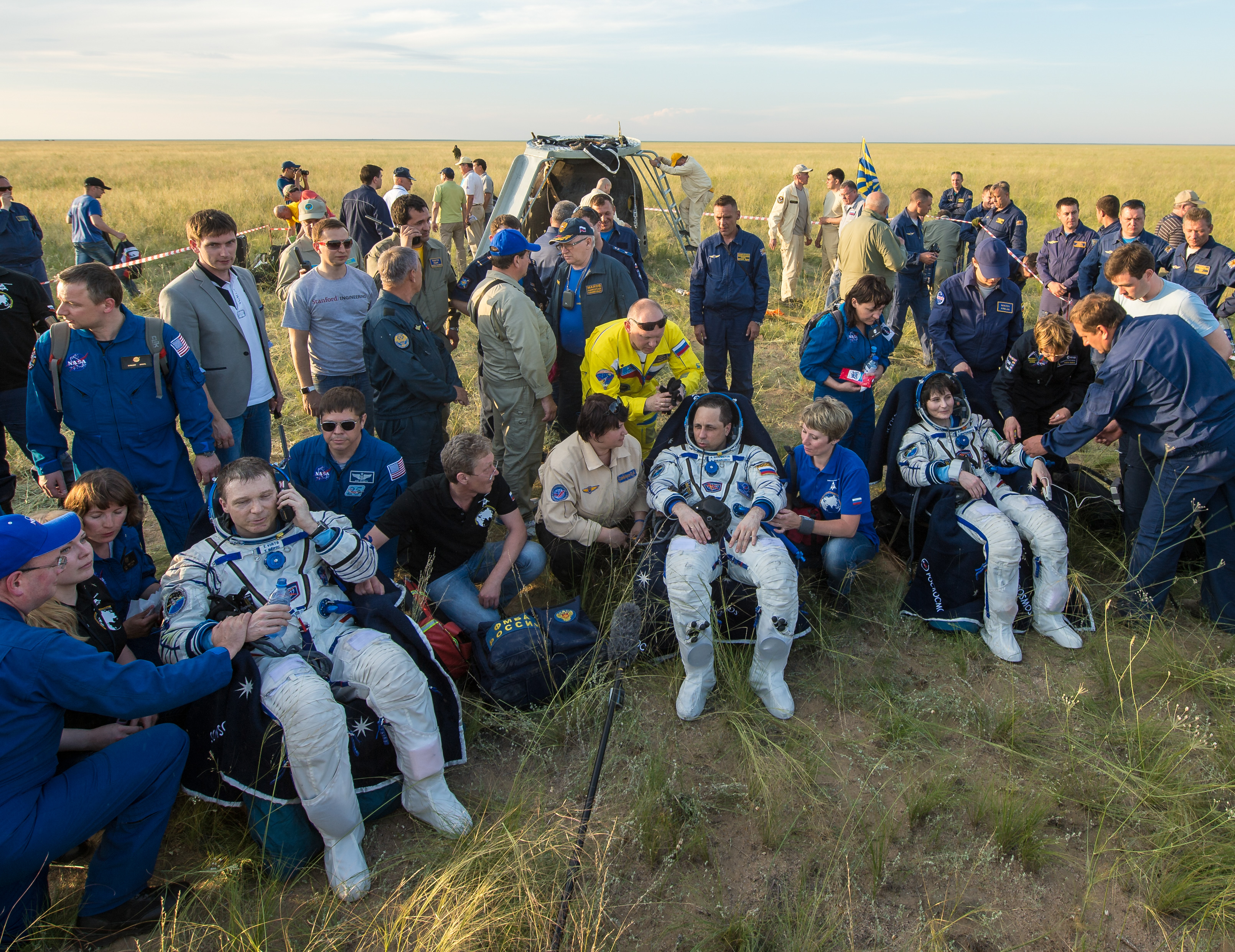
Załoga po lądowaniu (11 czerwca 2015)